# Notarchus
Notarchus is een geslacht van weekdieren uit de klasse van de Gastropoda (slakken).

## Soorten
- Notarchus indicus Schweigger, 1820
- Notarchus punctatus Philippi, 1836